# Palbociclib
Le palbociclib (PD-0332991) est une petite molécule inhibitrice de deux kinases dépendantes des cyclines, CDK4 et CDK6, protéines nécessaires au cycle cellulaire. Découvert en 2005, il est développé par le laboratoire Pfizer et est autorisé par la Food and Drug Administration aux États-Unis depuis février 2015. Après les excellents résultats obtenus dans les études cliniques, il a obtenu l’autorisation de mise sur le marché par les autorités de santé française et il est disponible.
Dans le cancer du sein hormono-dépendant métastasé et avancé, le palbociclib est actif sur les cellules porteuses d'un récepteur de l'œstrogène. En association avec le fulvestrant, il allonge la durée de vie des patientes. Il est ainsi une ressource essentielle en dernier ressort quand les autres traitements sont devenus insuffisants.